# لبخند سوم
لبخند سوم یک مجموعه تلویزیونی آیتمی محصول سال ۱۳۷۳ به کارگردانی مسعود رشیدی،  و اجرای احمد پاکزاد است که از شبکه سه پخش شد. این مجموعه صبح‌های جمعه با بازی برخی از بازیگران مطرح رادیویی تولید شد.

## بازیگران
- بیژن بنفشه‌خواه
- سید جواد رضویان
- حسین رفیعی
- حسین عرفانی
- امین معماریان
- فرزاد حقوقی
- علی بندار
- رحیم بقایی
- رضا عبدی
- علیرضا جاویدنیا
- منوچهر ستینه
- کنعان کیانی
- ملیحه اکبری
- منوچهر آذری
- مهران غفوریان
- مهین دیهیم
- عباس محبوب